# Make Me a Star
Pour les articles homonymes, voir Merton of the Movies (homonymie).
Pour plus de détails, voir Fiche technique et Distribution.
Make Me a Star est un film américain réalisé par William Beaudine et sorti en 1932.
Le film est un remake du film muet de 1924 Les Gaietés du cinéma (Merton of the Movies), adapté du roman de 1922 du même nom de Harry Leon Wilson (en), et sur la pièce de 1923, elle-même adaptée du roman par George S. Kaufman et Marc Connelly. Un autre remake a été à nouveau réalisé en 1947.

## Synopsis
Menton Gill, un épicier, va à Los Angeles où il rêve de devenir acteur. Une actrice lui donne sa chance, mais son interprétation de cow-boy est si mauvaise que le film se transforme en une parodie de western.

## Fiche technique
- Réalisation : William Beaudine
- Scénario : Sam Mintz, Walter DeLeon, Arthur Kober d'après le roman Merton of the Movies de Harry Leon Wilson (en)
- Image : Allen G. Siegler
- Montage : LeRoy Stone, assisté d'Edward Dmytryk (non crédités)
- Musique : John Leipold
- Lieu de tournage: Paramount Studios, Los Angeles
- Durée : 86 minutes
- Genre : Comédie dramatique
- Date de sortie :
  - États-Unis : 30 juin 1932

## Distribution
- Joan Blondell : 'Flips' Montague
- Stuart Erwin : Merton Gill
- Zasu Pitts : Mrs. Scudder
- Ben Turpin : Ben
- Charles Sellon : Mr. Gashwiler
- Florence Roberts : Mrs. Gashwiler
- Helen Jerome Eddy : Tessie Kearns
- Arthur Hoyt : Hardy Powell
- George Templeton : Buck Benson
- Ruth Donnelly : The Countess
- Sam Hardy : Jeff Baird
- Oscar Apfel : Henshaw